# Пациент № 1
«Пациент № 1» — российский художественный фильм 2023 года режиссёра Резо Гигинеишвили, рассказывающий о последнем периоде жизни тяжело больного генерального секретаря ЦК КПСС К. У. Черненко. В фильме последнюю роль сыграла актриса Инна Чурикова.
Несмотря на получение ряда призов на международных кинофестивалях, по состоянию на конец 2024 года фильм не выходил в российский прокат и в целом оставался недоступным российскому зрителю.

## Сюжет
Действие фильма происходит в позднем СССР. Генеральный секретарь ЦК КПСС Константин Устинович Черненко лежит в правительственной клинике. Он стар и немощен, но крепко держит власть. «Власть только берут, её никогда не отдают», — повторяет он. И это удобно и элитам, и спецслужбам — пока «тело» живо, различные группировки набирают свои политические очки. Генсек «приговорен к жизни». За ним ухаживает молоденькая медсестра Саша. Маленькая, хрупкая и незаметная, она несёт на себе тяжёлый груз ответственности за жизнь высшего должностного лица страны.

## В ролях
| Актёр                | Роль                                         |
| -------------------- | -------------------------------------------- |
| Александр Филиппенко | Константин Устинович Черненко                |
| Ольга Макеева        | Саша Кобзева, медсестра                      |
| Инна Чурикова        | жена Черненко                                |
| Ирина Купченко       | мать Саши                                    |
| Сергей Гилёв         | Виктор, ухажёр Саши                          |
| Игорь Черневич       | Родионов, чекист                             |
| Владимир Стеклов     | министр-генерал (прототип — Николай Щёлоков) |
| Евгений Перевалов    | Андрей                                       |
| Андрей Харыбин       | Огаренков                                    |
| Сергей Петров        | Антон Владимирович                           |
| Валентин Самохин     | анестезиолог                                 |
| Сергей Степин        | уролог                                       |
| Мария Сокова         | уборщица                                     |
| Мария Шалаева        | медсестра                                    |
| Анна Исаева          | Аня                                          |

## Факты о фильме
Рабочее название фильма — «КУ» (KU). Это одновременно инициалы главного героя и универсальное слово из советского фантастического фильма «Кин-дза-дза!» (1987) Георгия Данелия.
Протипом персонажа «министр-генерал» Владимира Стеклова стал министр МВД СССР Николай Щёлоков, в 2011 году актёр уже играл Щёлокова в серии «КГБ против МВД» документально-игрового мини-сериала «Казнокрады».

## Съёмочная группа
- Режиссёр — Резо Гигинеишвили
- Сценарий — Александр Родионов, Резо Гигинеишвили
- Оператор-постановщик — Пётр Братерский
- Художник-постановщик — Григорий Пушкин
- Звукорежиссер — Кирилл Василенко

## Отзывы и оценки
Фильм получил восторженные отзывы в российской прессе. По данным агрегатора «Критиканство», все обзоры на него были положительными. Многие критики отмечали в фильме остросоциальный подтекст, проводя параллели между ситуацией в современной России и показанными в фильме событиями. О фильме писали: «совершенно интернациональная и ультрасовременная картина, при этом очень точно фиксирующая дух и детали жизни в предперестроечном СССР» (Василий Корецкий «Кинопоиск»), «холодный и беспристрастный фильм с универсальным посылом: в этом мире ничто не вечно — ни люди, ни власть, ни режимы» (Вадим Богданов «Правила жизни»). Особой похвалы удостоился Александр Филиппенко в главной роли: «Работа Филиппенко в роли «генерального секретаря» — непостижимая, вся на нюансах, едва заметных глазу движениях, мимике почти неподвижного лица» (Лариса Малюкова, «Новая газета»).

## Награды
- Кинопремия Фонда Вернера Херцога (2023)[1][9][10]
- Приз за лучшую режиссуру на 33-м фестивале Cottbus Film Festival[10]
- Приз за лучшую работу художника-постановщика на кинофестивале «Темные ночи» (PÖFF) в Таллине[11].
- «Белый слон» в номинациях[12]:
  - «Лучшая режиссёрская работа» (Резо Гигинеишвили)
  - «Лучшая главная мужская роль» (Александр Филиппенко)
  - «Лучшая женская роль второго плана» (Инна Чурикова)